# 406
| [ Edytuj tabelę ] |                                        |
| Cesarz Bizancjum  | - 395 Arkadiusz 408                    |
| Władca Guptów     | - 375 Ćandragupta II 414               |
| Chan Hunów        | - 390 Uldin 411                        |
| Władca Korei      | - 391 Kwanggaet’o Wielki 413           |
| Papież            | - 401 Innocenty I 417                  |
| Król Persji       | - 399 Jezdegerd I 420                  |
| Cesarz Rzymu      | - 395 Flawiusz Honoriusz 423           |
| Król Wandalów     | - 359 Godigisel 406 - 406 Gunderyk 428 |
| Król Wizygotów    | - 395 Alaryk 410                       |

Rok 406 / CDVI
stulecia: IV wiek ~
V wiek ~
VI wiek

lata: 396 «
401 «
402 «
403 «
404 «
405 «
406
» 407
» 408
» 409
» 410
» 411
» 416

## Wydarzenia
Europa
- 31 grudnia – Alanowie oraz Wandalowie i Swebowie przekroczyli Ren, wkraczając do rzymskiej Galii.

## Urodzili się
- Attyla, władca Hunów (zm. 453).

## Zmarli
- 23 sierpnia – Radagajs, gocki dowódca.
- Alban z Moguncji, misjonarz.
- Godigisel, król Wandalów.
- Gu Kaizhi, chiński malarz (ur. 344).